# 浦島站
浦島站（日语：／ Urashima eki */?）是位於愛知縣知多郡富貴村大字東大高字土穴（現在為武豐町），名古屋鐵道知多線的車站。
在車站西北方設有知里付神社，據說浦島太郎帶回的玉手箱被供奉在該處

## 歷史
- 1933年（昭和8年）7月10日 - 知多鐵道（日语：知多鉄道）知多武豐站至富貴站之間開設此站[4]。
- 1943年（昭和18年）2月1日 - 在合併後成為名古屋鐵道知多線的車站。
- 1944年（昭和19年） - 車站暫停營業[4]。
- 1966年（昭和41年）6月21日 - 知多武豐站至富貴站之間雙線化[5]。
- 1969年（昭和44年）4月5日 - 車站廢除[4]。

## 大足站新站計劃與知多新線初期構想
河和線知多半田站以南路段的雙線化工程在1960年起開始進行。在1962年（昭和37年）前，河和線雙線區間延伸至知多武豐站。包含浦島站在內，知多武豐站至富貴站之間的雙線化工程方面，在1965年（昭和40年）起開始徵用土地，雖然期間與地主商議價錢時出現阻滯，但是仍然於同年中完成徵用土地程序。
在雙線化工程中，同時會在大足地區建設新的大足站，並且進行土地整理。車站計劃建設於浦島站北邊的大字東大高字西長峰19番地。當時成立了一個名為「名鐵大足站誘致促進特別委員會」的組織，組織強烈希望名鐵能夠建設新的車站，但是結果失敗落空。
另一方面，名鐵開展了知多新線的計劃，建設鐵路線從武豐町延伸至南知多的內海。在1966年（昭和41年）9月5日，武豐信號所至內海之間申請鐵道敷設許可。該申請在1967年（昭和42年）12月14日得到許可。當時河和線和知多站線的分支點武豐信號所計劃是在西長峰，與上述大足站的位置相近。但是由於該處收地困體，似乎不能夠解決問題。因此名鐵最後改變計劃，把分支點改於富貴站，並且繼續籌備建設知多新線。

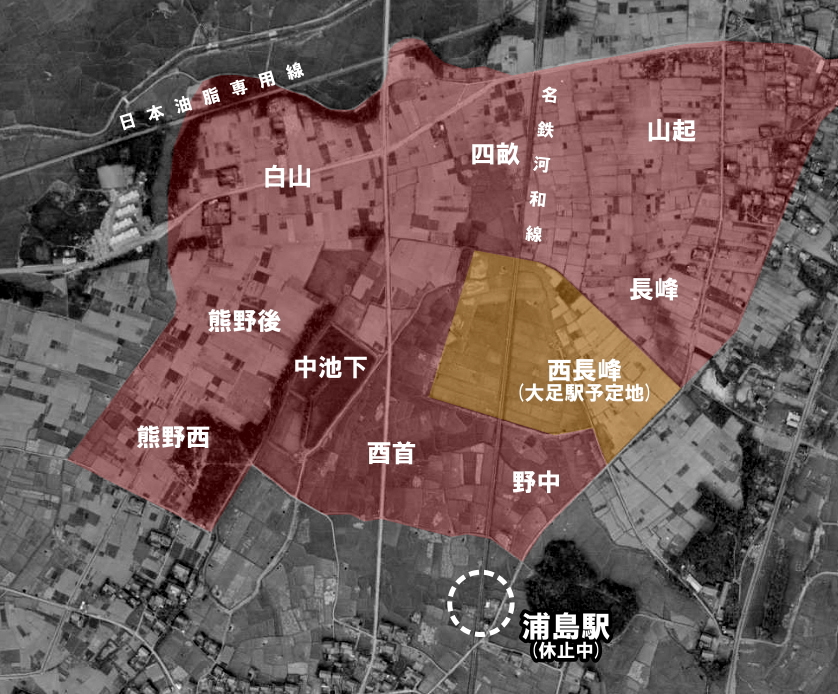
建設大足站計劃與土地整理預定區域[5]與暫停營業中的浦島站（1959年） 圖片來源：國土交通省「國土圖像情報（彩色航空照片）」
國土地理院地圖、航空照片參閱服務 （页面存档备份，存于）

## 相鄰車站
所屬路線與相鄰車站取自營業時代。
名古屋鐵道
知多線
急行
通過
普通
加木屋－浦島－富貴

## 注腳
1. ↑  鉄道停車場一覧. 昭和12年10月1日現在 （页面存档备份，存于）（日語） 國立國會圖書館數碼收藏 2020年2月7日參閱。
2. ↑  武豊町誌編纂委員会（編）. . 武豊町. 1984: 582 （日语）.
3. ↑  浦島太郎伝説 （页面存档备份，存于）（日語） - 武豐町觀光協會
4. 1 2 3  今尾惠介（監修）.  7 東海. 新潮社. 2008: 47. ISBN 978-4-10-790025-8 （日语）.
5. 1 2 3  武豊町誌編纂委員会（編）. . 武豊町. 1984: 793 （日语）.
6. ↑  武豊町誌編纂委員会（編）. . 武豊町. 1984: 792 （日语）.
7. ↑  名古屋鉄道広報宣伝部（編）. . 名古屋鉄道. 1994: 499 （日语）.
8. ↑  名古屋鉄道広報宣伝部（編）. . 名古屋鉄道. 1994: 1022 （日语）.
9. 1 2  武豊町誌編纂委員会（編）. . 武豊町. 1984: 794 （日语）.